# 도쿄도 사진미술관

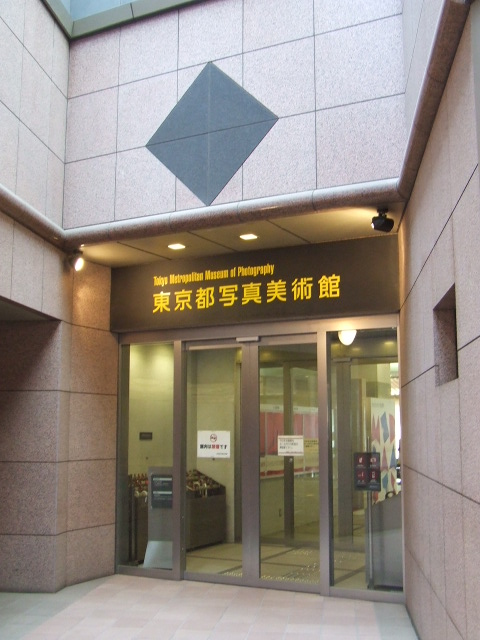
입구

도쿄 도 사진미술관(일본어: 東京都写真美術館 도쿄토샤신비쥬쓰칸[*])은 일본 도쿄도 메구로구에 있는 미술관이다. 사진과 영상에 대한 전문 미술관이다. 지하 1,2,3층으로 구분된 3개의 전시관이 있으며, 이곳에서 사과 각종 영상 작품 자료를 전시하고 있다. 1층에 있는 상영홀에는 수시로 영화를 방영하여, 4층 도서실에는 사진 잡지나 사진집을 무료로 열람할 수 있다.